# Antonio Payno Osorio
Antonio Payno Osorio (Medina de Rioseco, 2 de septiembre de 1599-Sevilla, 25 de mayo de 1669) fue un clérigo y obispo español. 

## Biografía
Pertenecía a una familia noble, realizó estudios de arte y teología en la Universidad de Salamanca y fue canónigo magistral de Ávila y Cuenca. 
El 13 de julio de 1643 fue nombrado obispo de Orense. 
El 18 de agosto de 1653 pasó a presidir la sede episcopal de Zamora. 
A propuesta del rey Felipe IV, accedió al cargo de Arzobispo de Burgos el 25 de febrero de 1658.
El 4 de junio de 1663 recibió el nombramiento de Arzobispo de Sevilla, ciudad en la que permaneció hasta su fallecimiento inesperado en 1669 y en la que impulso las obras de restauración y enriquecimiento del Palacio Arzobispal.